# Vincenzo Scamozzi

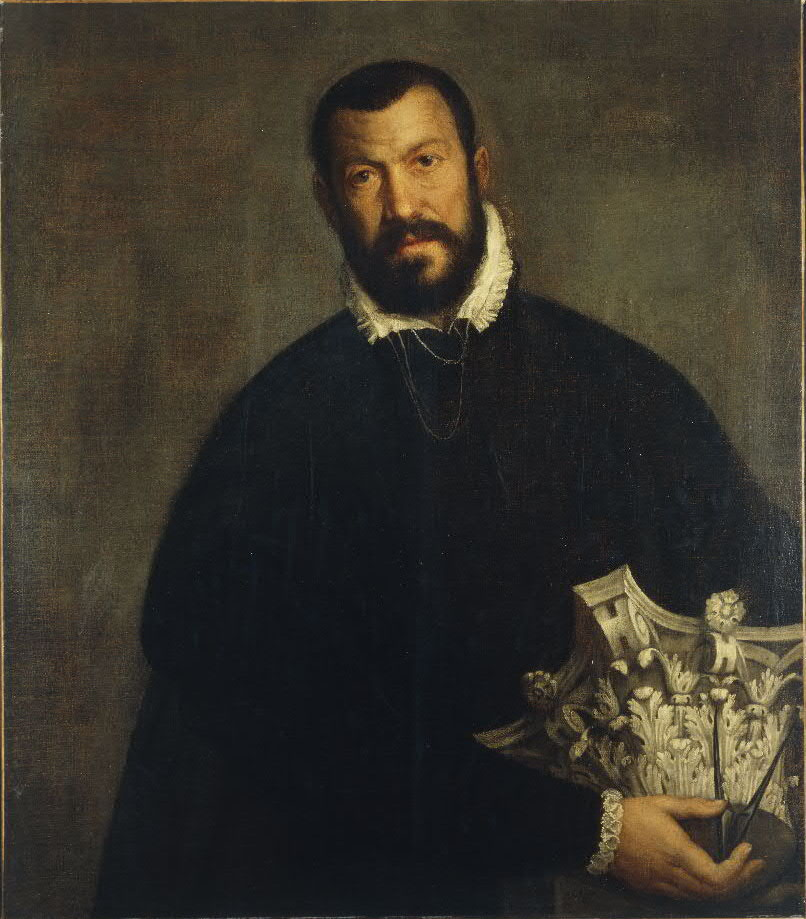
Vincenzo Scamozzi, Porträt von Paolo Veronese

Vincenzo Scamozzi (* 2. September 1548 in Vicenza; † 7. August 1616 in Venedig) war ein italienischer Architekt und Architekturtheoretiker der späten Renaissance und des Manierismus.

## Leben und Werk

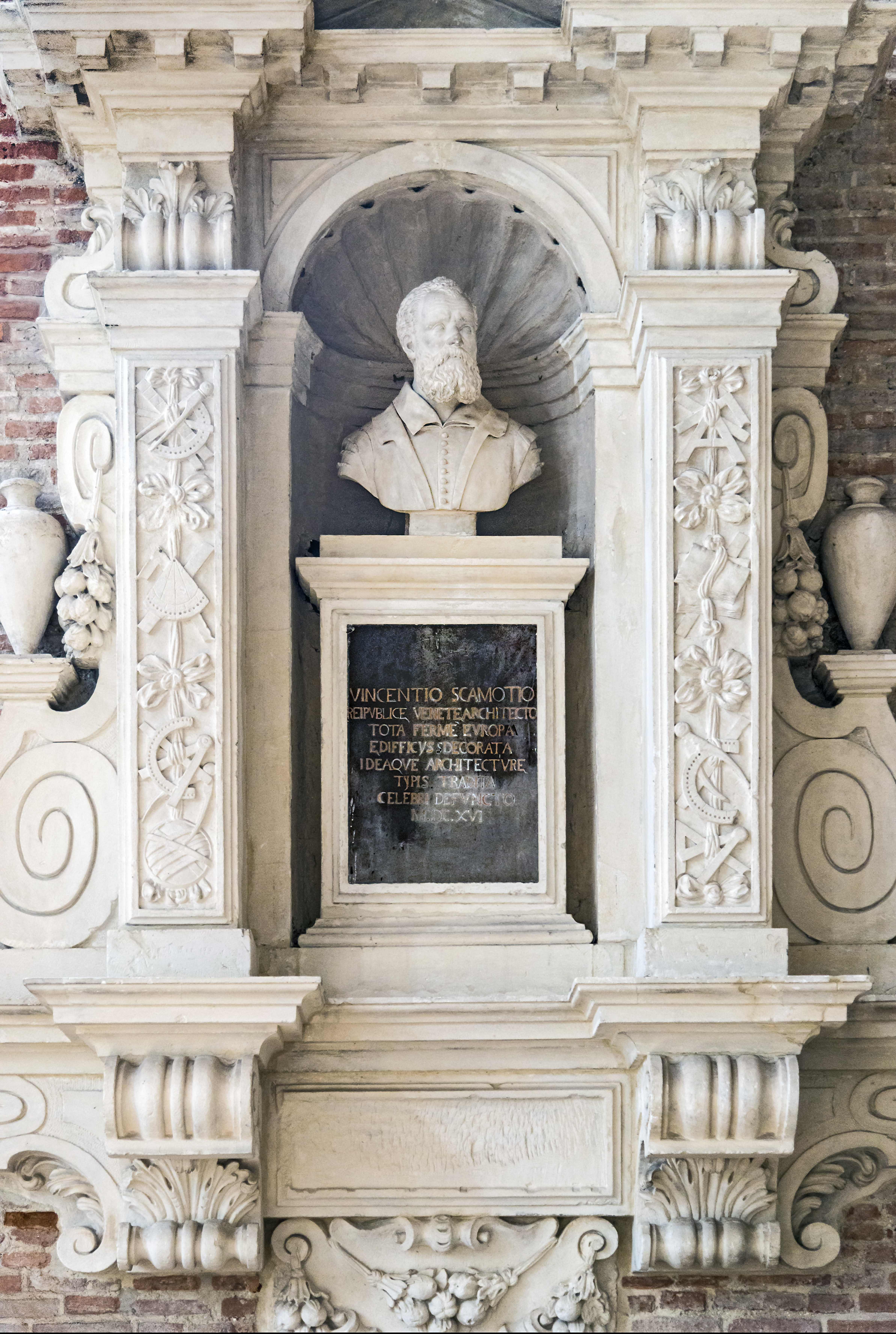
Denkmal für Vincenzo Scamozzi

Vincenzo Scamozzi wurde am 2. September 1548 in Vicenza geboren. Er war der Sohn des Vermessungsingenieurs und Bauunternehmers Giandomenico Scamozzi (1526–1582). Dieser fungierte als Scamozzis erster Lehrer und vermittelte ihm unter anderem die architekturtheoretischen Prinzipien des Sebastiano Serlio, die dieser in seinen Traktaten ab 1537 im Druck publiziert hatte. Gemeinsam mit seinem Vater führte Vincenzo Scamozzi zunächst im Bereich von Vicenza verschiedene Bau- und Villenprojekte durch. Ab 1572 hielt er sich erstmalig länger in Venedig auf, wo er sich mit dem vertieften Studium der Schriften Vitruvs in der kommentierten Ausgabe des Patriarchen von Aquileia, Daniele Barbaro, befasste. Von 1578 bis 1580 reiste er nach Neapel und Rom. Seine Architekturstudien in Rom bildeten die Grundlage für sein Buch über die Antiken in Rom von 1582.

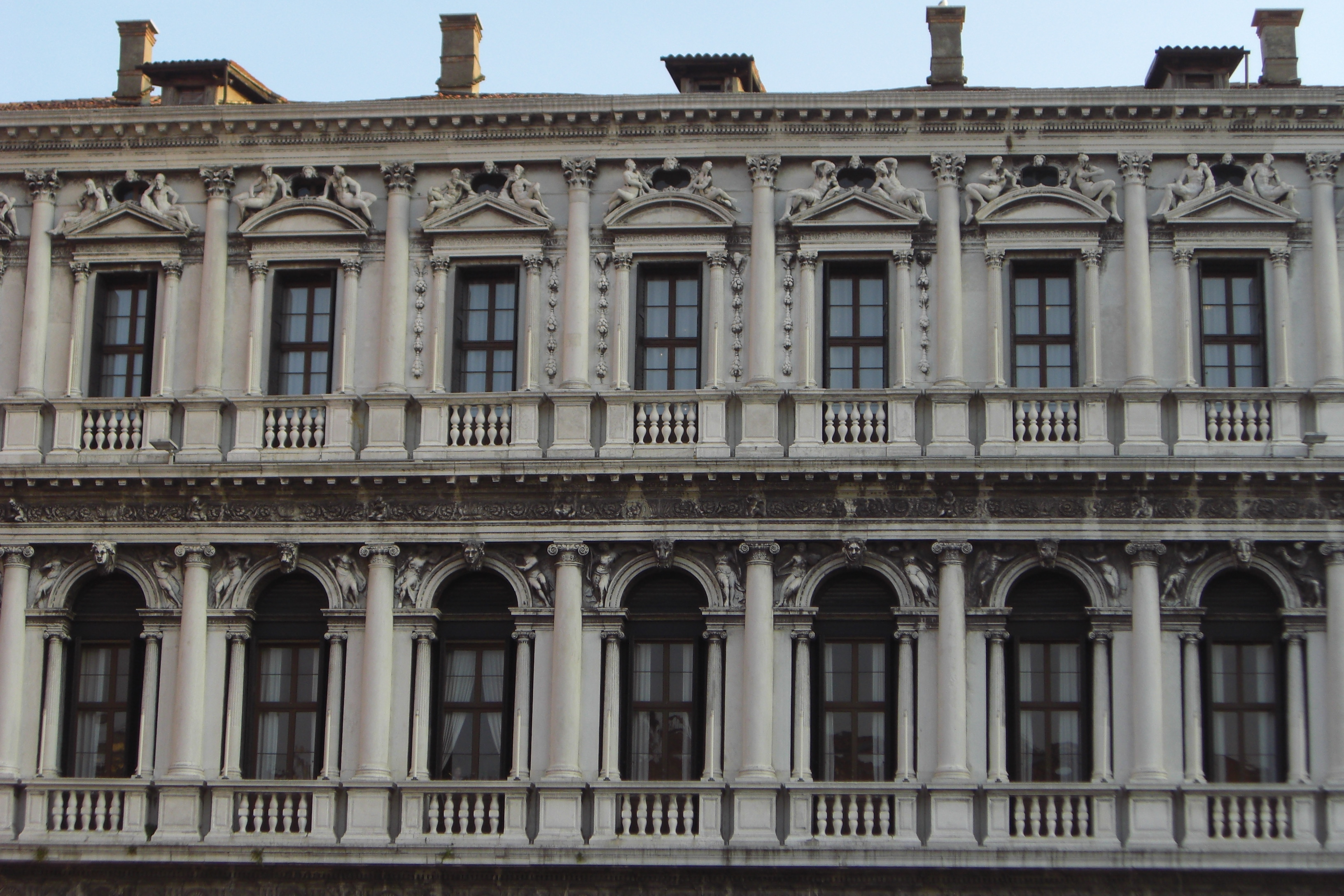
Fassade der neuen Prokuratien

Scamozzi zog 1581 nach Venedig, wo er eingeladen wurde, die neuen Prokuratien (Procuratie Nuove) an der Piazza San Marco zu entwerfen. Die Procuratie Nuove wurde als eine Reihe von Dienstwohnungen für die Baubehörde gebaut, die sich als einheitliche Palastfassade präsentierte, die die Front der Libreria Marciana von Jacopo Sansovino fortsetzte.
Scamozzi knüpfte mit seinem architektonischen Werk an das von Palladio an. Er stellte auch einige noch nicht vollendete Bauten Palladios fertig, wie z. B. das Teatro Olimpico in Vicenza. 1593 begann die Serenissima mit dem Bau der Festungsstadt Palmanova in der Nähe von Udine, für die zwischen 1603 und 1605 wahrscheinlich Scamozzi die drei Haupttore nach dem Vorbild der von Michele Sanmicheli erbauten Tore in Verona errichtete.

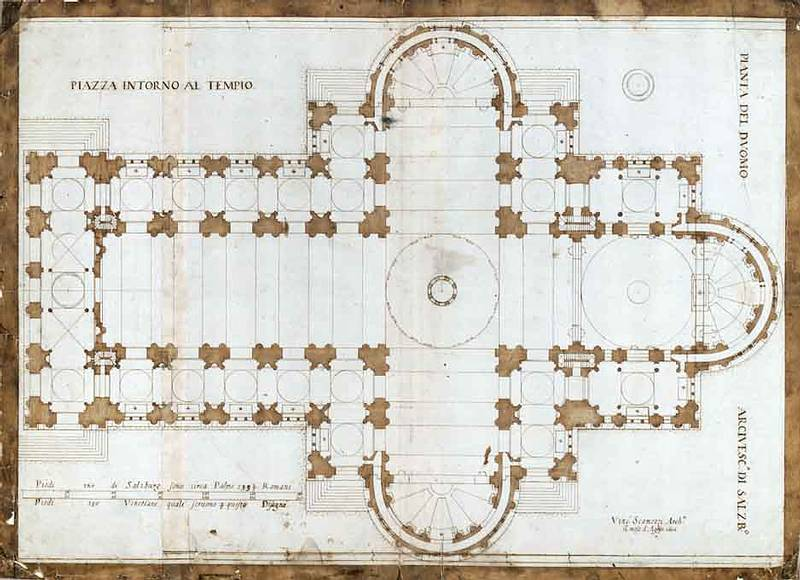
Scamozzis Plan für den Salzburger Dom, Grundriss (Salzburg Museum)

Scamozzi kannte auch die Länder nördlich der Alpen aus eigener Anschauung und hat dort auch Entwürfe angefertigt. 1592 war er in Krakau. 1599 reiste er nach Prag, nach Deutschland und nach Paris und kehrte 1600 nach Venedig zurück.
1604 reiste er nach Salzburg. Dort hatte nach dem Brand des romanischen Doms 1598 Erzbischof Wolf Dietrich von Raitenau die Ruine gemeinsam mit 55 Häusern niederreißen lassen, um Platz für einen neuen Dombau zu machen. Scamozzi entwarf einen Plan für den Neubau, der allerdings von dem als Baumeister engagierten Santino Solari nur in stark verkleinerter und veränderter Form realisiert wurde.
Als sein architektonisches Meisterwerk gilt die Villa Pisani, genannt La rocca, in Lonigo bei Vicenza, die er im Alter von 26 Jahren erbaute. Er orientierte sich zwar bei seinen Plänen an der noch im Bau befindlichen Villa Rotonda des Palladio, modifizierte aber dessen Entwurf. Während die Rotonda als Zentralbau mit gleichförmiger Ausrichtung nach vier Seiten konzipiert ist, betont Scamozzi nur die Südfront der Villa durch eine Säulenstellung mit Giebel und Treppenanlage, während die Zentren der übrigen Seiten durch jeweils eine Serliana markiert werden. Zentrum der Anlage ist ein runder überkuppelter Raum mit steilen Diagonalnischen. Die um den Saal angeordneten Nebenräume sind dem Kuppelsaal untergeordnet und nicht, wie in der Rotonda, Teil eines auf Harmonie angelegten Gesamtkonzepts.
Für Scamozzi war die Kunst der Architektur, der er sich sein Leben lang gewidmet hatte, eine exakte Wissenschaft, deren Regeln man mit Hingabe und Leidenschaft studieren sollte.

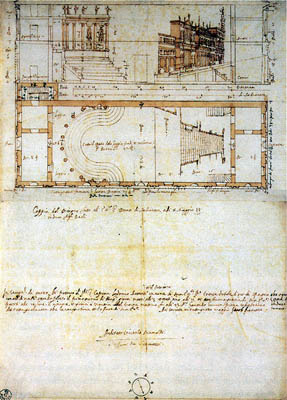
Grundriss und Ansichtsstudien des Theaterbaus in Sabbioneta

Er verkörperte sowohl den Typus eines fachlich hervorragend ausgebildeten modernen Architekten als auch den eines vielseitig interessierten Gelehrten der italienischen Renaissance. Er besaß eine bemerkenswerte persönliche Bibliothek aus verschiedenen Bereichen der Wissenschaft, von Mathematik bis Physik und verfasste ein für kommende Architekten als Standardbuch zu bezeichnendes Werk zur Baukunst.
Einige seiner Bauten sind für die Baukunst innovativ gewesen: Der von ihm zwischen 1591 und 1593 entworfene und errichtete Statuario della Repubblica di Venezia gilt als der erste Museumsbau Europas. Sein Theater in Sabbioneta bei Mantua ist der erste vollständig durchgeplante Theaterbau, der nach den Bedürfnissen der aktuellen Schauspielkunst seiner Zeit erbaut wurde.

## Die Stiftung Scamozzi
Scamozzi war unverheiratet und hinterließ keine Kinder. Sein Vermögen vermachte er einer Stiftung, mit deren Hilfe begabten Studenten das Studium der Architektur ermöglicht werden sollte. Einzige Bedingung des Stipendiums war, dass die Studenten den Namen des Stifters annehmen mussten. Zwei Jahrhunderte später konnte zum Beispiel Ottavio Bertotti-Scamozzi (1719–1790), der führende Architekt des Neo-Palladianismus in Italien, sein Studium mit Hilfe dieser Stiftung durchführen.

## Die Beziehung zu Palladio
„Als junger Mann um die Entstehungszeit der Villa Rotonda ging er bei Palladio in die Lehre. Allerdings blieb Scamozzi, eine Art Wunderkind, nicht lange Schüler Palladios, sondern machte sich schon bald selbständig... Laut Inigo Jones, der den 65-jährigen Scamozzi in Venedig traf, stand der Architekt seinem früheren Meister verbittert gegenüber. ... Scamozzi war ein gebildeter Mann und hielt sich gesellschaftlich und geistig für überlegen gegenüber Palladio, an dessen Ruf sein eigener trotz seiner beachtlichen Leistungen aber nie heranreichte.“

## Schriften

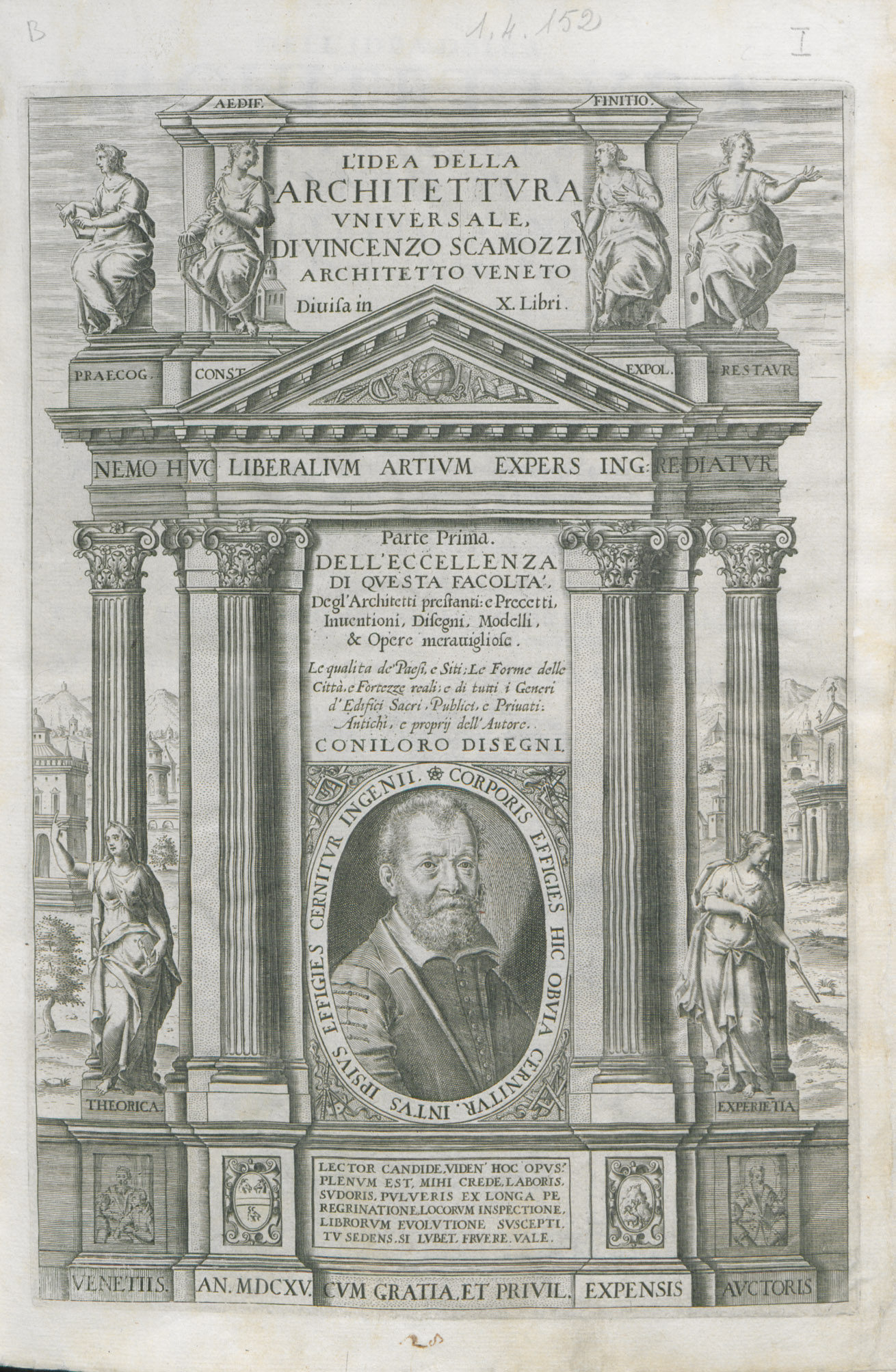
Scamozzi: Idea dell'architettura universale (1615)

- Discorsi sopra le antichità di Roma. 1582. Mailand 1991.

- L’idea della architettura universale. 6 Bücher veröffentlicht in Venedig 1615. Bologna 1982.[4]

Die 1615 publizierte Abhandlung L’idea della architettura universale ist in zwei Teile gegliedert, der erste Teil umfasst Buch I, II und III, der zweite Teil Buch VI, VII und VIII. Die publizierten Bücher widmen sich folgenden Themen:
- Buch I: Ursprung der Architektur, die Grundsätze der Geometrie und ihre Beziehung zum menschlichen Körper, die verschiedenen Arten von Gebäuden
- Buch II: klimatische Unterschiede zwischen einzelnen Regionen, Wahl des Standorts, Grundsätze der Stadtplanung, Hydraulik, Meteorologie, Befestigungen der Städte.
- Buch III: Form der Häuser der alten Griechen und Römer, Aussehen der italienischen, spanischen, französischen und deutschen Paläste seiner Zeit, Normalisierung von Grundrissen und Fassaden auf unregelmäßigen Grundstücken, Gestaltung von Außen- und Innenräumen von Villen und ihren Gärten.
- Buch VI: das "Modul", und die Teile, aus denen sich die Säulenordnungen in der Architektur zusammensetzen
- Buch VII:  Baumaterialien und die am häufigsten verwendeten Marmor- und Ziegelsorten, die Bearbeitung und Verlegung von Stein, Kalk und Sand, die Eigenschaften von Holz und Metall
- Buch VIII: Definiert, aus welchen Teilen ein Gebäude besteht, Fundamente, das Mauerwerk nach antiken und modernen Gesichtspunkten, Elemente wie Treppen, Türen und Fenster. Obelisken, Pyramiden, die Konstruktionstechniken von Dächern und Brücken, und schließlich Gärten und Kanalisationen, öffentliche und private Straßen.

Das Werk ist das letzte einer Reihe von theoretischen Schriften der Renaissance über die Baukunst. Scamozzi erwähnt als erster neben den Bauten der Antike und der Renaissance auch solche des Mittelalters. Sein Architekturtrakat galt für lange Zeit als Grundlagenwerk für Architekten.
Noch im 17. Jahrhundert wurden Teile der L´idea (neben anderen Übersetzungen, z. B. ins Holländische) auch ins Deutsche übersetzt: Grund-Regeln Der Baw-Kunst oder klärliche Beschreibung der fünff Säülen-Ordnunge[n] und der gantzen Architectur des berühmten Baumeisters Vincent Scamozzi, Nürnberg, Johann Hoffmann, 1678 Digitalisat, UB Heidelberg und Klärliche Beschreibung Der fünff Säulen-Ordnungen, und der gantzen Bau-kunst, Nürnberg 1687.

## Bauten
- Villa di Girolamo Ferramosca, Barbano di Grisignano di Zocco (Vicenza) (mit Giandomenico Scamozzi), 1568–1575
- Palazzo Godi, Vicenza, (Entwurf, postum ausgeführt), 1569
- Palazzo Thiene-Bonin, Vicenza, 1572–1593
- Villa di Leonardo Verlato, Villaverla (Vicenza), 1574–1615
- Palazzo Caldogno, Vicenza, 1575
- Villa Pisani genannt La Rocca in Lonigo (Vicenza), 1575–1578
- Palazzo Trissino-Trento (für Pierfrancesco Trissino), Vicenza (mit Giandomenico Scamozzi), 1576–1579
- Villa des Francesco Priuli, Castelfranco Veneto, (Treviso), (Nordflügel), 1580
- Villa Nani Mocenigo in Canda (Rovigo) 1580–1584
- Villa Capra genannt La Rotonda, Vicenza (Vollendung des Baus von Palladio durch Scamozzi), 1580–1592
- San Gaetano Thiene, Padua, 1581–1586
- Neue Prokuratien, Piazza San Marco, Venedig (fortgeführt von Francesco Smeraldi und vollendet 1663 von Baldassare Longhena), 1581–1599
- Biblioteca Marciana (Vollendung nach den Entwürfen von Jacopo Sansovino); 1582–1591; Empfangssaal 1587–1596
- Teatro Olimpico, Vicenza, (Vollendung des Theaters von Andrea Palladio durch Scamozzi; Zuschauerraum und Bühne) 1584–1585
- Teatro Olimpico (für den Herzog Vespasiano Gonzaga nach dem Vorbild des Teatro Olimpico in Vicenza), Sabbioneta bei (Mantua), 1588
- Palazzo Duodo, Venedig, 1592
- Villa des Girolamo Contarini, Loreggia (Padua), 1590
- Kirche San Nicolò da Tolentino, Venedig, 1590–1595
- Statuario della Repubblica di Venezia, Museumsbau, 1591–1593
- Kloster San Gaetano Thiene, Padua, 1591–1594
- Villa Duodo e Cappella di San Giorgio, Monselice (Padua), 1591–1597
- Villa des Valerio Bardellini, Monfumo (Treviso) (zerstört), 1594–1600
- Villa des Girolamo Ferretti an der Brenta, 1596
- Villa des Girolamo Cornaro, Piombino Dese, (Padua) 1596–1597
- Villa des Nicolò Molin, Mandria, Padua, 1597
- Fürsterzbischöfliche Salzburger Residenz, Salzburg, 1603/1604
- Sakristeitür in der Kirche Santi Giovanni e Paolo, Venedig, mit Alessandro Vittoria, 1605
- Kirche San Giorgio Maggiore, Venedig (Fassade), 1607–1611
- Villa Cornaro al Paradiso, Venedig, 1607–1616, (Pavillons)
- Villa des Domenico Trevisan, San Donà di Piave (Padua), 1609
- Palazzo Contarini (degli Scrigni) a San Trovaso am Canal Grande, Venedig, 1609–1616
- Palazzo Loredan Vendramin, Venedig (Ostflügel; 1659 zerstört und 1660 wieder aufgebaut), 1614